# (118379) 1999 HC12
(118379) 1999 HC12 est un objet transneptunien de la famille des cubewanos.

## Caractéristiques
1999 HC12 mesure environ 133 km de diamètre.

## Orbite
L'orbite de 1999 HC12 possède un demi-grand axe de 45,136 ua et une période orbitale d'environ 303 ans. Son périhélie l'amène à 34,638 ua du Soleil et son aphélie l'en éloigne de 55,635 ua. Il s'agit d'un cubewano.

## Découverte
1999 HC12 a été découvert le 18 avril 1999.